# Kawasaki Ki-45
Kawasaki Ki-45 Toryu (jap. pogromca smoków), aliancka nazwa kodowa Nick – japoński samolot z okresu II wojny światowej, zaprojektowany w 1937 roku jako ciężki dwusilnikowy myśliwiec przystosowany do niszczenia celów naziemnych i okrętów. Prototyp oblatano w roku 1939, jednak w związku z problemami i opóźnieniami w produkcji, maszyna weszła do służby dopiero w roku 1942.

## Wersje i odmiany
Produkowano wiele wersji i odmian samolotów, w tym wersje doświadczalne i eksperymentalne, do najliczniej produkowanych należą wersje:
- Ki-45 KAI-a : samolot myśliwski.
- Ki-45 KAI-b : samolot szturmowy.
- Ki-45 KAI-c : nocny samolot myśliwski.
- Ki-45 KAI-d : samolot szturmowy.

Łącznie wyprodukowano 1701 sztuk tego samolotu.

## Uzbrojenie
Uzbrojenie podstawowych wersji samolotu:
|                  | W dziobie                            | Dolne stanowisko strzeleckie | Górne, nieruchome uzbrojenie | Tyle stanowisko strzeleckie          |
| ---------------- | ------------------------------------ | ---------------------------- | ---------------------------- | ------------------------------------ |
| Ki-45 (prototyp) | 2 x karabin maszynowy Typ 89 7,7 mm  | 1 x działko Ho-3 20 mm       | -                            | 1 x karabin maszynowy Typ 89 7,7 mm  |
| Ki-45 KAI-a      | 2 x karabin maszynowy Ho-103 12,7 mm | 1 x działko Ho-3 20 mm       | -                            | 1 x karabin maszynowy Typ 98 7,92 mm |
| Ki-45 KAI-b      | 1 działko Ho-3 20 mm                 | 1 x działko Typ 98 37 mm     | -                            | 1 x karabin maszynowy Typ 98 7,92 mm |
| Ki-45 KAI-c      | -                                    | 1 x działko Ho-203 37 mm     | 2 działka Ho-5 20 mm         | 1 x karabin maszynowy Typ 98 7,92 mm |
| Ki-45 KAI-d      | 2 działka Ho-5 20 mm                 | 1 x działko Ho-203 37 mm     | -                            | 1 x karabin maszynowy Typ 98 7,92 mm |

## Dane taktyczno-techniczne
|                                                    | Ki-45 (n/s 4502) | Ki-45 (n/s 4507) | Ki-45 KAI-a    | Ki-45 KAI-c               |
| -------------------------------------------------- | ---------------- | ---------------- | -------------- | ------------------------- |
| Rozpiętość skrzydeł (m)                            | 14,5             | 14,5             | 15,02          | 15,02                     |
| Długość (m)                                        | 10,26            | 10,26            | 10,6           | 11                        |
| Wysokość (m)                                       | 3,57             | 3,57             | 3,7            | 3,7                       |
| Powierzchnia skrzydeł (m²)                         | 29               | 29               | 32             | 32                        |
| Masa własna (kg)                                   | 2500             | 3150             | 3695           | 4000                      |
| Masa startowa (kg)                                 | 3750             | 4400             | 5275           | 5500                      |
| Silniki                                            | Nakajina Ha-20b  | Nakajima Ha-20b  | Nakajima Ha-25 | Mitsubishi Ha-102         |
| Moc silników przy starcie (KM)                     | 730              | 730              | 1050           | 1080                      |
| Moc silników na danej wysokości (KM na m)          | 820 na 3900      | 820 na 3900      | 970 na 3400    | 1050 na 800 i 950 na 5800 |
| Prędkość maksymalna na danej wysokości (km/h na m) | 480 na 4000      | 520 na 3500      | 547 na 7000    | 540 na 6000               |
| Zasięg (km)                                        | 1750             | -                | 2260           | 2000                      |